# Анна К'яра Масколо
Анна К'яра Масколо (італ. Anna Chiara Mascolo, 5 червня 2001) — італійська плавчиня.
Учасниця Олімпійських Ігор 2020 року, де в естафеті 4x200 метрів вільним стилем її збірну дискваліфіковано.